# Bacqueville
Bacqueville település Franciaországban, Eure megyében. Lakosainak száma 620 fő (2022. január 1.). Bacqueville Amfreville-les-Champs, Écouis, Houville-en-Vexin, Radepont és Val d'Orger községekkel határos.

## Népesség
A település népességének változása:
| Lakosok száma | 234  | 283  | 385  | 498  | 596  | 611  | 628  | 632  | 628  | 620  |
|               | 1968 | 1982 | 1990 | 2006 | 2013 | 2015 | 2017 | 2019 | 2020 | 2022 |